# Шавнон
Шавно́н (фр. Chavenon) — коммуна во Франции, находится в регионе Овернь. Департамент коммуны — Алье. Входит в состав кантона Монмаро. Округ коммуны — Монлюсон.
Код INSEE коммуны — 03070.

## Население
Население коммуны на 2008 год составляло 145 человек.
| 1962 | 1968 | 1975 | 1982 | 1990 | 1999 | 2008 |
| ---- | ---- | ---- | ---- | ---- | ---- | ---- |
| 302  | 304  | 235  | 179  | 155  | 159  | 145  |

## Экономика
В 2007 году среди 97 человек в трудоспособном возрасте (15—64 лет) 77 были экономически активными, 20 — неактивными (показатель активности — 79,4 %, в 1999 году было 70,3 %). Из 77 активных работали 72 человека (44 мужчины и 28 женщин), безработных было 5 (2 мужчин и 3 женщины). Среди 20 неактивных 4 человека были учениками или студентами, 4 — пенсионерами, 12 были неактивными по другим причинам.

## Достопримечательности
- Церковь Сен-Мартен (XI—XII века) с каменным шпилем высотой 33 м.
- Замок Монжорж (XVI век)
- Шато-де-Сент-Юбер (XIX век)
- Шато-де-Сов
- Шато-де-ла-Жонри